# Estación Mitsuhama

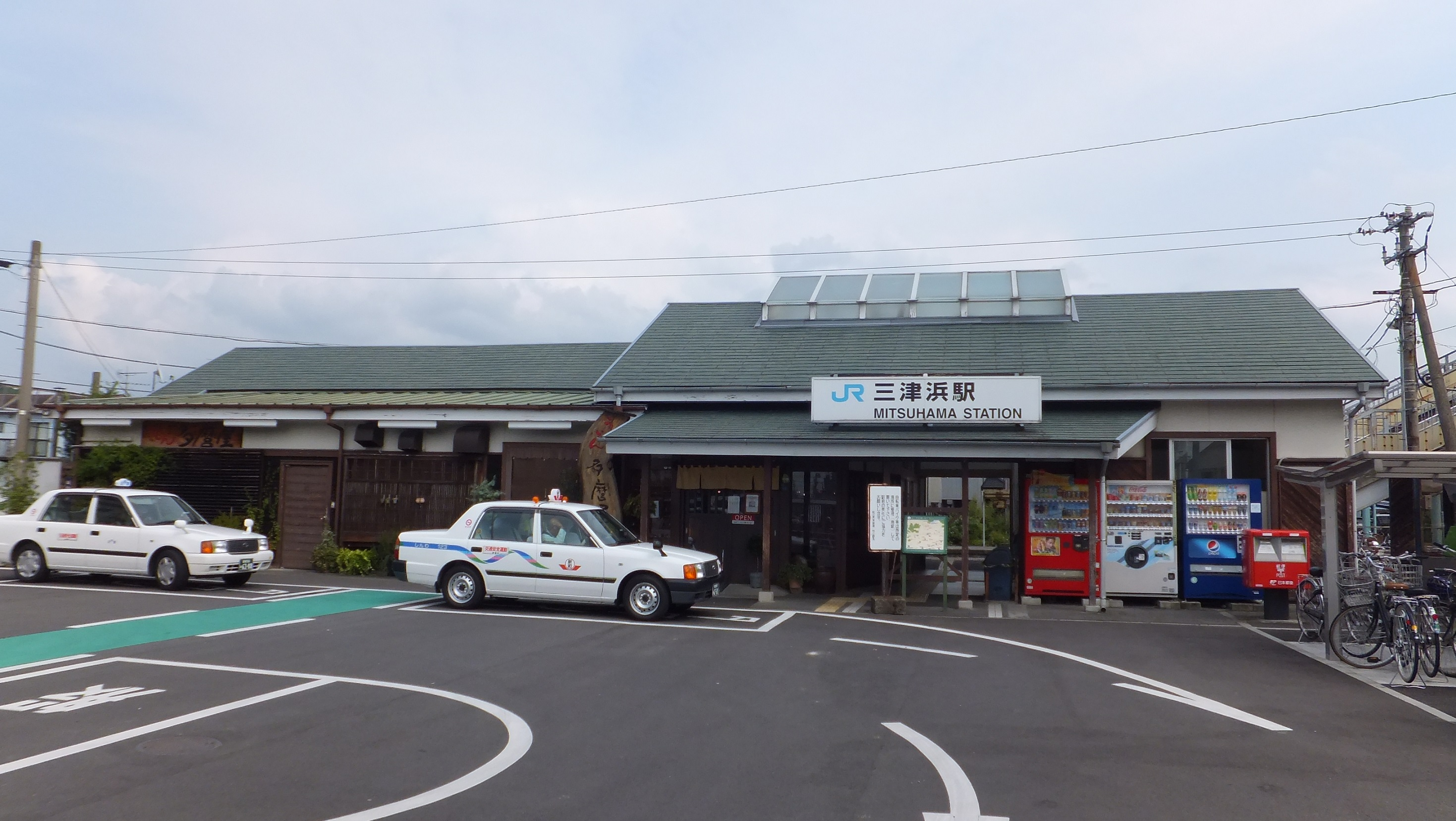
Estación Mitsuhama

La estación Mitsuhama (三津浜駅 Mitsuhama-eki?) es una estación de la línea Yosan de la Japan Railways que se encuentra en la ciudad de Matsuyama de la prefectura de Ehime. El código de estación es el "Y54".

## Características
En cercanías de esta estación se encuentra la isla Shijū (四十島 Shijū-shima?). Esta isla aparece en la novela Botchan de Sōseki Natsume, y es bautizada por los personajes como Isla Turner (ターナー島 Tānā-shima?), porque creyeron que la isla y el paisaje que lo rodea, podrían aparecer en las obras de Joseph Mallord William Turner.

## Estación de pasajeros
Cuenta con dos plataformas, entre las cuales se encuentran las vías. Cada plataforma cuenta con un andén (andenes 1 y 2). El andén 2 es el principal y los servicios rápidos utiliza el andén 1 (pero no se detienen). El andén 2 comparte la plataforma con el andén 3, pero las vías de este último fueron retiradas.
En su momento algunos servicios rápidos se detenían, pero en la actualidad no lo hace ninguno. Por esta razón los principales usuarios son los estudiantes.
La estación no cuenta con personal.

### Andenes
| 1 | ● Línea Yosan | Hacia Hōjō, Imabari, Nyūgawa, Saijō, Niihama, Iyomishima, Kawanoe, Kanonji, Sakaide y Takamatsu (exclusivo para los servicios rápidos) |
| 1 | ● Línea Yosan | Hacia Matsuyama, Iyo, Yawatahama y Uwajima (exclusivo para los servicios rápidos)                                                      |
| 2 | ● Línea Yosan | Hacia Hojo, Imabari, Nyugawa, Saijo, Niihama, Iyomishima, Kawanoe y Kanonji (los servicios rápidos no se detienen)                     |
| 2 | ● Línea Yosan | Hacia Matsuyama e Iyo (los servicios rápidos no se detienen)                                                                           |

## Alrededores de la estación
- Ruta nacional 437
- Puerto de Matsuyama
  - Puerto de Mitsuhama (三津浜港 Mitsuhama-kō?)

La estación principal del distrito es la estación Mitsu del Ferrocarril Iyo, por lo que es una zona con poco movimiento.

## Historia
- 1927: el 3 de abril se inaugura la estación Mitsuhama en simultáneo con el tramo de la línea Yosan que se extiende entre las estaciones de Iyohōjō y Matsuyama.
- 1987: el 1° de abril pasa a ser una estación de la división Ferrocarriles de Pasajeros de Shikoku de la Japan Railways.

## Estación anterior y posterior
- Línea Yosan 
  - Estación Iyowake (Y53) << Estación Mitsuhama (Y54) >> Estación Matsuyama (Y55/U00)